# Ondertekening

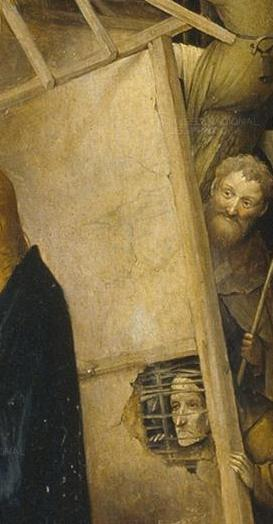
Jheronimus Bosch, Driekoningen-drieluik, detail middenpaneel, foto in gewoon licht.

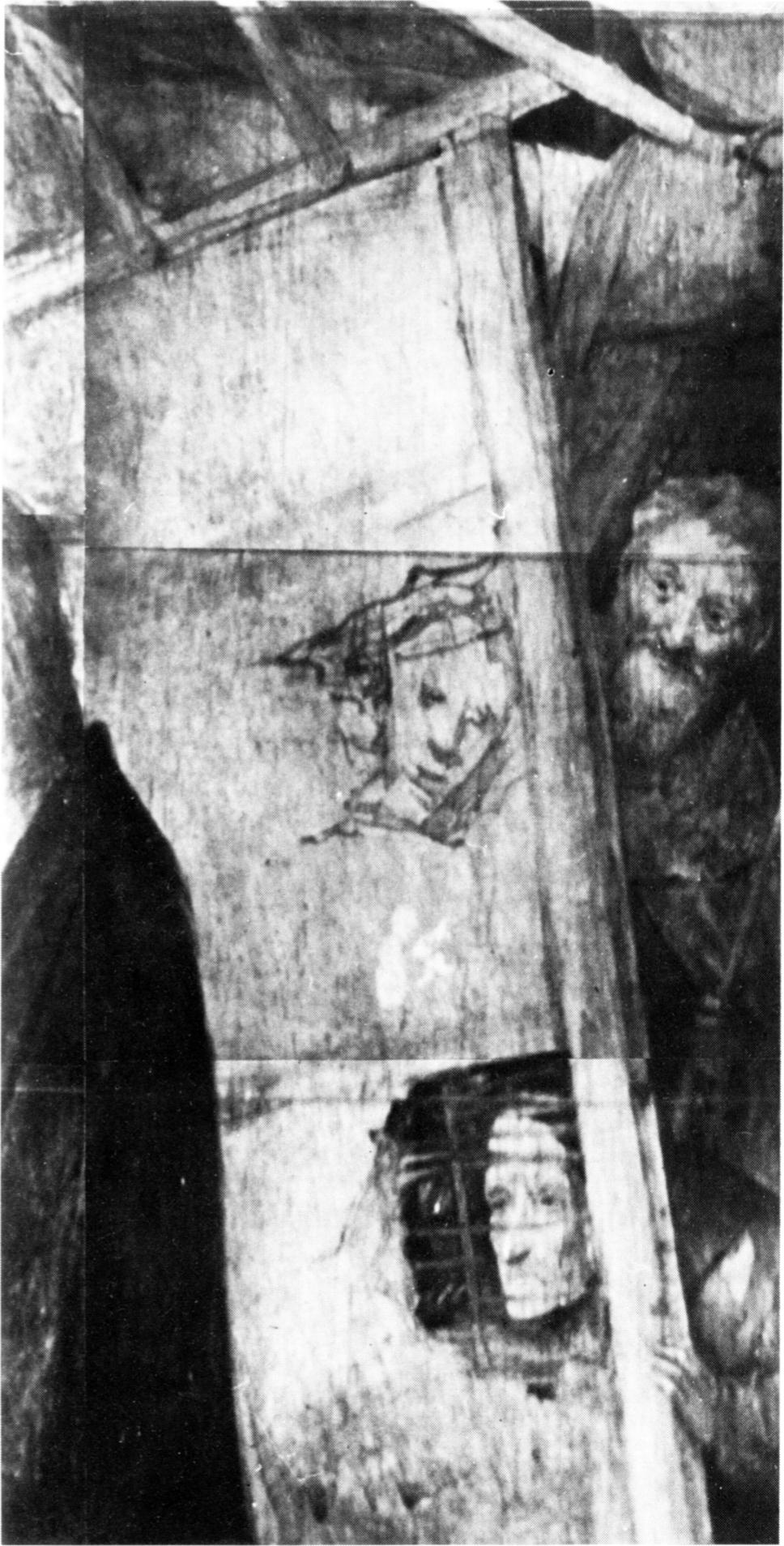
Idem, foto in infrarood licht.

De ondertekening is de tekening of de schets die op de grondlaag van een schilderij wordt aangebracht vooraleer men met het schilderen van het werk begint. De ondertekening werd aangebracht voor de kunstenaar met de imprimatura en de onderschildering begon. Bij miniaturen in handschriften werd de ondertekening meestal aangebracht op het blanco perkament. Koolstofhoudende ondertekeningen kunnen zichtbaar gemaakt worden met infraroodreflectografie(IRR) en met infraroodfotografie.
Ondertekening vindt men vooral terug op werken uit de 15e en 16e eeuw, maar in de 17e eeuw ging de voorkeur naar gekleurde grondlagen waarop ondertekeningen gemaakt werden met niet-koolstofhoudende materialen. Deze evolutie van de ondertekening vond plaats in de 16e eeuw. Zwart krijt en houtskool worden in die tijd vervangen door andere materialen, zoals wit kleermaakerskrijt. De ondertekening werd vrij schetsmatig aangebracht en dan met verf en penseel als deel van de onderschildering verder uitgewerkt zodat de ondertekening niet meer valt te achterhalen met infraroodreflectografie. Dit is natuurlijk geen wet van Meden en Perzen want op meerdere schilderijen van Rembrandt van Rijn zijn koolstof bevattende ondertekeningen teruggevonden met infraroodreflectografie en ook op werken van Vincent van Gogh zijn ondertekeningen te traceren. Ondertekening is een schildertechniek die tot op vandaag gebruikt wordt.
Het kan gebeuren dat verflagen mettertijd transparanter worden zodat de ondertekening op het schilderij doorheen de verflaag zichtbaar wordt zoals op de Vlucht naar Egypte van Lucas Gassel in het Bonnefantenmuseum in Maastricht. Er zijn meerdere werken in verschillende musea waarop dit duidelijk kan vastgesteld worden.

## Kenmerkend voor de schilder
Zoals voor het schilderen zelf, hadden de kunstenaars dikwijls hun eigen techniek voor het uitvoeren van de ondertekening. Er werden ook verschillende technieken en materialen gebruikt onder meer penseel en zwarte inkt, houtskool, potlood, krijt en lood- of zilverstift. De ondertekening was niet bedoeld om door buitenstaanders gezien te worden, de kunstenaar kon ze dus volledig naar zijn persoonlijke voorkeur uitvoeren. Omdat de techniek en het karakter van de ondertekening van meester tot meester verschillend zijn ziet men de ondertekening vandaag als een verborgen handtekening van de meester. De studie van ondertekeningen met infraroodreflectografie is daardoor zeer interessant om de kunstenaar te identificeren die voor het ontwerp van een schilderij verantwoordelijk was. Maar men heeft ook vastgesteld dat meester en leerling in dezelfde stijl werken, zo zijn de ondertekeningen die Hans Memling maakte in zijn vroege periode, qua techniek zeer vergelijkbaar met die van Rogier Van der Weyden. Lijnen en plooien werden met het penseel geschilderd en donkere schaduwen gaven ze aan met kruisarceringen. Later gaat Memling zijn tekeningen maken met een droog materiaal en worden de voorbereidende tekeningen losser en vlotter maar met meer correcties.

## Relatie ondertekening schilderij
Nadat de ondertekening gemaakt werd begon de kunstenaar aan het eigenlijke schilderen. Hierbij gebeurt het frequent dat van de ondertekening werd afgeweken en dat het uiteindelijke werk behoorlijk verschilde van de oorspronkelijke schets in de ondertekening. Bekende voorbeelden hiervan zijn de Annunciatie van Jan Van Eyck in de National Gallery of Art in Washington, D.C. en het Portret van Giovanni Arnolfini en zijn vrouw in de National Gallery in Londen. Ook het werk van Rogier van der Weyden, Lucas tekent de Madonna, ca. 1435-1436, Museum of Fine Arts in Boston, laat bij IRR onderzoek zien dat er een ganse reeks van kleine wijzigingen werden uitgevoerd. Op de kopieën van dit doek die bewaard worden in het Groeningemuseum te Brugge, in de Hermitage in Sint Petersburg en in de Alte Pinakothek in München werd de ondertekening, een kopie van het (afgewerkt) paneel in Boston, nauwkeurig gevolgd.

## Atelierpraktijk
De studie van de ondertekening kan ook veel informatie leveren over de atelierpraktijk en de samenwerking tussen de meester en zijn assistenten. Een zeer illustratief voorbeeld hiervan is de ondertekening van Het Laatste Oordeel van Rogier Van der Weyden in Beaune. Uit de ondertekening kan men afleiden dat Van der Weyden het ontwerp maakte en op elk paneel enkele personages schetste. Minstens vier handen waren betrokken bij het aanvullen van het ontwerp. De meester schilderde dan zelf de eerste laag en corrigeerde daarbij hier en daar de ondertekening. De voornaamste figuren op het schilderij werden verder door hem afgewerkt en zijn leerlingen deden de rest.